# 2MASS J00154476+3516026
2MASS J00154476+3516026 ist ein Brauner Zwerg im Sternbild Andromeda. Er wurde 2000 von J. Davy Kirkpatrick et al. entdeckt.
2MASS J00154476+3516026 gehört der Spektralklasse L2 an. Seine Position verschiebt sich aufgrund seiner Eigenbewegung jährlich um 0,25935 Bogensekunden. 